# Taraji P. Henson
Taraji Penda Henson (født 11. september 1970) er en amerikansk skuespiller og forfatter. Hun studerede skuespil ved Howard University og begyndte sin Hollywood-karriere i gæsteroller i flere tv-shows, før hun fik sit gennembrud i Baby Boy (2001). Hun fik ros for at spille en prostitueret i Hustle & Flow (2005) og en enlig mor i David Finchers Benjamin Buttons forunderlige liv (2008); for sidstnævnte blev hun nomineret til en Oscar for bedste kvindelige birolle. I 2010 dukkede hun op i komedien Date Night og havde en hovedrolle i genindspilningen af The Karate Kid.

## Filmografi
- Hidden Figures (2016)